# Jerucham
Jerucham (hebrejsky יְרוּחָם‎ či יְרוֹחַם‎, Jerócham, v oficiálním přepisu do angličtiny Yeroham) je místní rada (malé město) v Izraeli v Jižním distriktu.

## Geografie

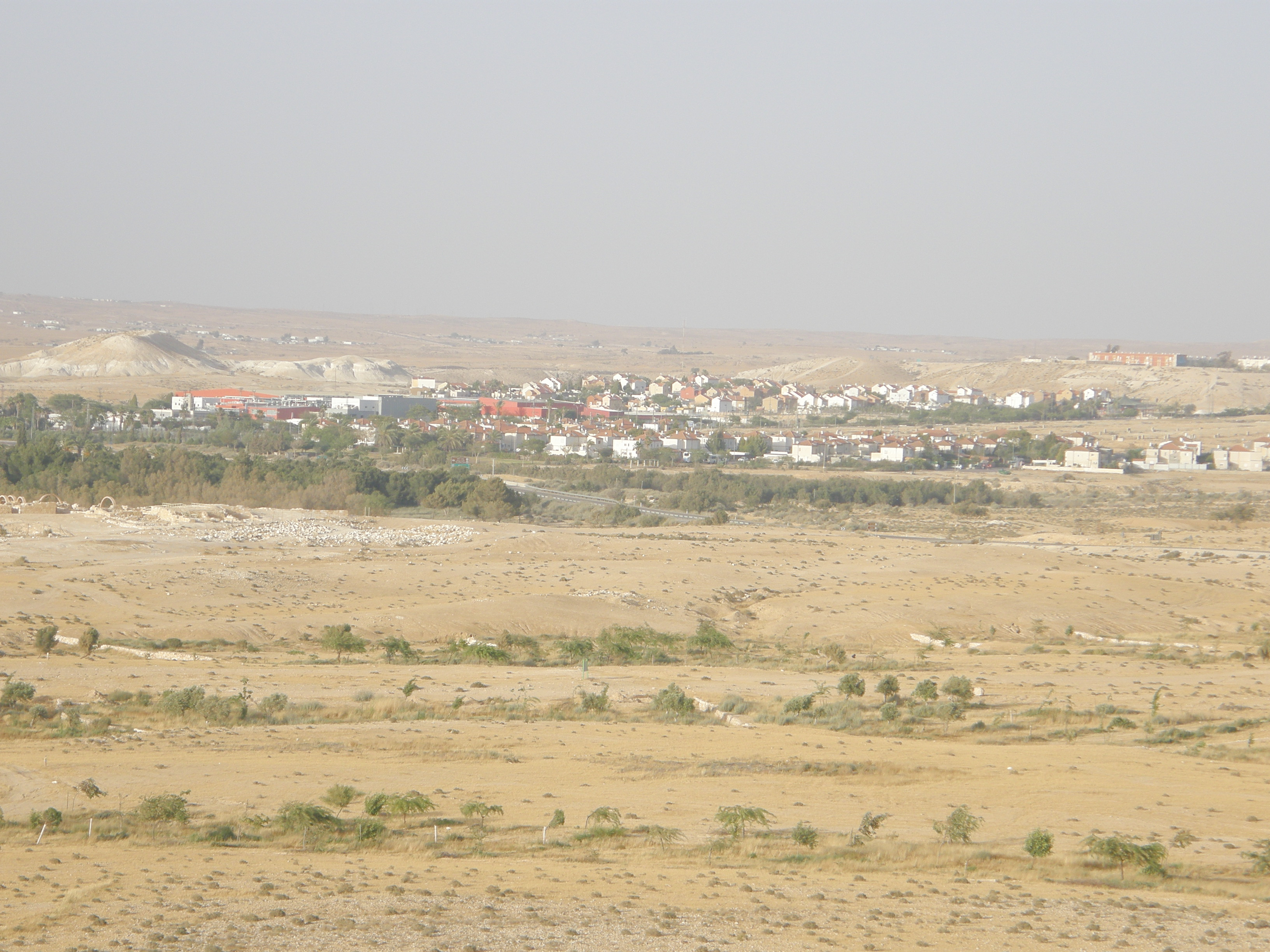
Celkový pohled na město

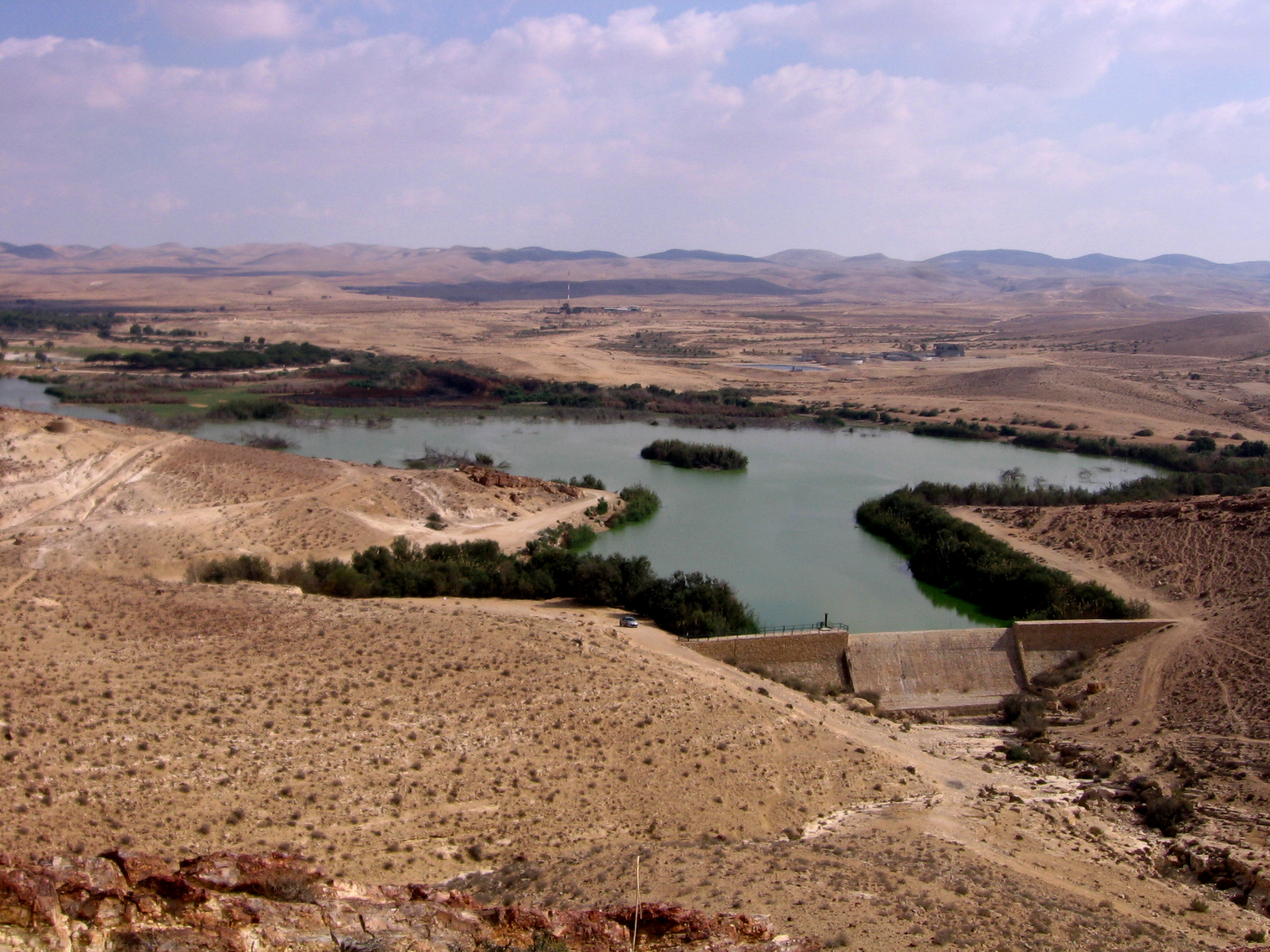
Umělá vodní nádrž Agam Jerucham

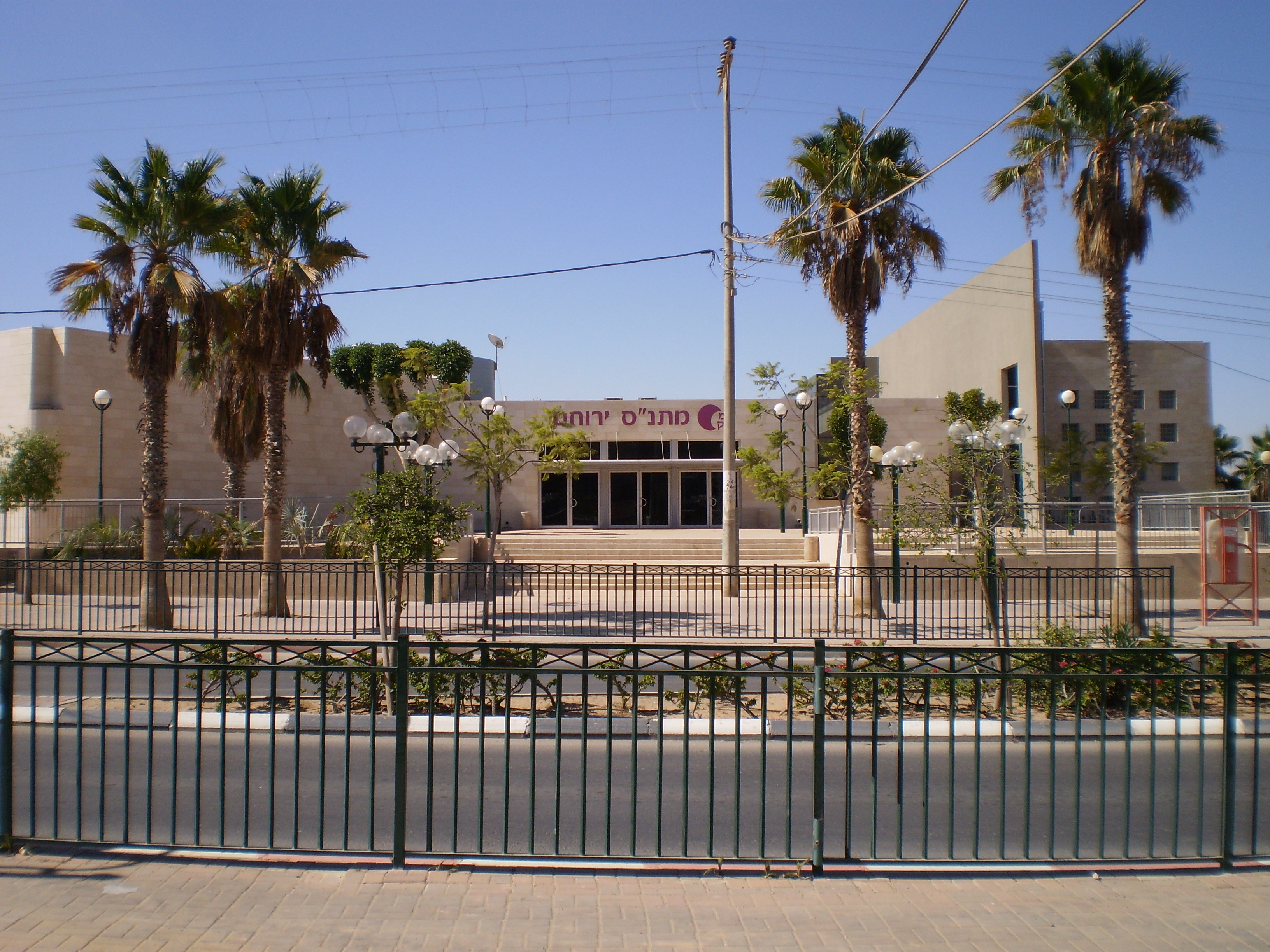
Společenské centrum matnas v Jeruchamu

Leží nadmořské výšce 492 metrů přes 30 kilometrů jihojihovýchodně od Beerševy v kopcovité krajině v centrální části Negevské pouště.
Terén člení vádí Nachal Jerucham a Nachal Avnon. Na západním okraji města se rozkládá umělá vodní nádrž Agam Jerucham.
Leží v řídce osídlené oblasti, která je etnicky převážně židovská. Město je na dopravní síť napojeno pomocí lokálních silnic 224, 204 a 225.

## Dějiny
Město je pojmenováno po biblickém Jeróchamovi. Ve městě se nachází lokalita Tel Rachma, která pochází z 10. století př. n. l. Na okraji Jeruchamu se nachází starověká lokalita Be'er Rachma.
Moderní Jerucham byl založen 9. ledna 1951 jako Kfar Jerucham (hebrejsky: כְּפַר יְרֻחָם). Původně šlo o provizorní sídlo pro ubytování židovských imigrantů. V roce 1959 získalo status místní rady (malého města) a v roce 1962 bylo přejmenováno na Jerucham.
Bylo to jedno z prvních izraelských rozvojových měst, které bylo vytvořeno kvůli osídlení pohraničních oblastí v počátečních fázích státu. Nachází se poblíž pouštních kráterovitých útvarů (machtešim) a předpokládalo se, že místní ekonomika by mohla být založena na těžbě nerostných surovin (fotsfátové doly). Kvůli odlehlé poloze ale město nesplnilo očekávaní a dlouhodobě jej postihovala vysoká nezaměstnanost a sociální napětí.
Do roku 2010 byl starostou města Amram Micna, dříve významný celostátní politik izraelské strany práce a starosta Haify, který tento post přijal po své volební porážce.

## Demografie
Podle údajů z roku 2009 tvořili naprostou většinu obyvatel Židé – cca 7 300 osob (včetně statistické kategorie "ostatní", která zahrnuje nearabské obyvatele židovského původu ale bez formální příslušnosti k židovskému náboženství, cca 7 900 osob).
Jde o středně velké sídlo městského typu s dlouhodobě stagnující populací. K 31. prosinci 2017 zde žilo podle Centrálního statistického úřadu (CBS) 9500 lidí.
| Rok            | 1961  | 1972  | 1983  | 1995  | 2000  |
| -------------- | ----- | ----- | ----- | ----- | ----- |
| Počet obyvatel | 1 574 | 5 851 | 6 220 | 7 451 | 8 900 |

| Rok            | 2001  | 2003  | 2004  | 2005  | 2006  | 2007  | 2008  | 2009  | 2010  | 2011  | 2012  | 2013  | 2014  | 2015  | 2016  | 2017  |
| -------------- | ----- | ----- | ----- | ----- | ----- | ----- | ----- | ----- | ----- | ----- | ----- | ----- | ----- | ----- | ----- | ----- |
| Počet obyvatel | 8 740 | 8 767 | 8 749 | 8 611 | 8 515 | 8 462 | 8 537 | 8 111 | 8 300 | 8 300 | 8 700 | 8 800 | 9 000 | 9 100 | 9 200 | 9 500 |

* údaje od roku 2010 zaokrouhleny na stovky